# Renia decurialis
Renia decurialis là một loài bướm đêm trong họ Noctuidae.